# Alamosaurus
Az Alamosaurus, (jelentése 'Alamo-gyík') egy titanosaurus sauropoda dinoszaurusznem, amely a késő kréta időszakban élt a mai Észak-Amerika területén. Nagy méretű, négy lábon járó növényevő volt, a testhossza elérte a 26–30 métert. Más sauropodákhoz hasonlóan az Alamosaurus hosszú nyakkal és ostorszerű farokkal rendelkezett.

## Felfedezés és elnevezés
Az elterjedt állítással szemben ezt a dinoszauruszt nem az alamói csata színhelyéről, a Texas állambeli San Antonióban levő Alamóról nevezték el. Az eredeti példányt, a holotípust Új-Mexikó államban fedezték fel, és az elnevezése idején Texasban még nem találtak rá. Emiatt az Alamosaurus a kereskedelmi ügynökségről elnevezett Ojo Alamo Formációról, a későbbiekben a Kirtland Formáció részének tekintett területről kapta a nevét.
A spanyol alamo szó jelentése 'nyárfa', és e faféle helyi alfajának hétköznapi neveként szolgál. A saurus, mely a dinoszaurusznevek leggyakoribb utótagja, az ógörög σαυρα / saura 'gyík' szóból származik. Egyetlen faját (az A. sanjuanensist) az első felfedezés helye, az új-mexikói San Juan megye után nevezték el. A nem és a faj neve egyaránt 1922-ből, a Smithsonian Intézet őslénykutatójától, Charles W. Gilmore-tól származik.

## Osztályozás

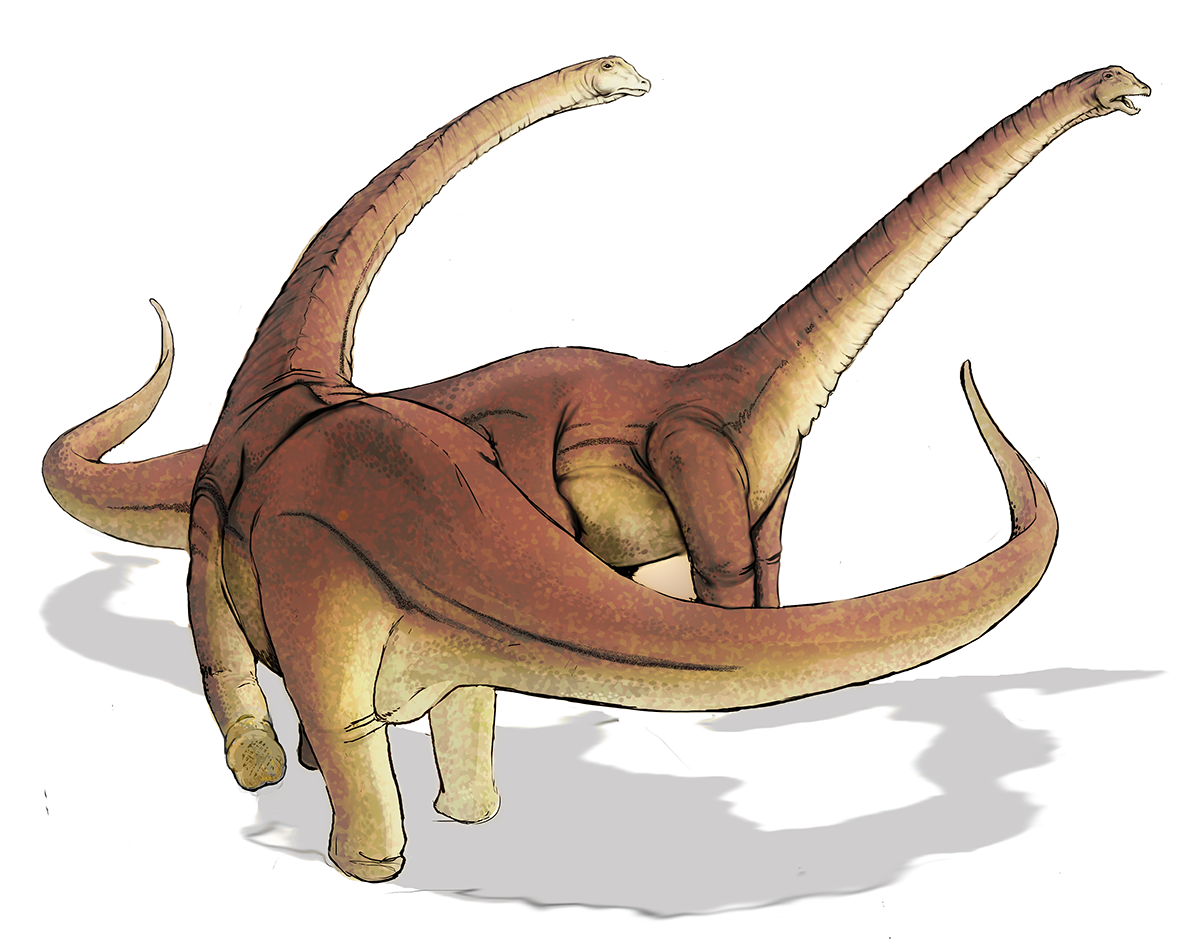
Az Alamosaurus rekonstrukciója

Az Alamosaurus kétségtelenül a Titanosauria klád fejlett tagja, de a csoporton belüli kapcsolatok még korántsem tisztázottak. Egy nagyobb elemzés összekapcsolja az Alamosaurust és az Opisthocoelicaudiát a Saltasauridae család Opisthocoelicaudinae alcsaládjában. Egy másik nagy elemzés szerint az Alamosaurus a Pellegrinisaurus testvértaxonja és mindkét nem a Saltasauridae családon kívül helyezkedik el. Egyes tudósok nagyobb hasonlóságot fedeztek fel a saltasaurida Neuquensaurus és a brazil Trigonosaurus (a „Peiropolis-titanosaurus”) között, amit a titanosaurusok kladisztikus és morfologikus elemzéseiben fel is használtak.

## Felfedezés
Az Alamosaurus maradványait az Amerikai Egyesült Államok délnyugati részén fedezték fel. A holotípust Új-Mexikóban, a Kirtland Formáció alsó részén találták meg, a későbbiekben pedig további maradványok kerültek elő a formáció felső részéről, amely a késő kréta időszak maastrichti korszakában keletkezett, és amelyet gyakran Kirtland-palának neveznek. Más maastrichti formációkban is találtak csontokat, például a Utah állambeli North Horn Formációban,  valamint a texasi El Picacho és Javelina Formációkban. Ezek a formációk 74 millió évvel ezelőtt kezdtek kialakulni, utolsó rétegük pedig a kréta időszak végén, 65 millió évvel ezelőtt jött létre. Az Alamosaurus a legkésőbb élt dinoszauruszok egyike.
Gilmore 1922-ben egy lapockáról egy és egy ülőcsontról készített leírást. 1946-ban Utah államban egy teljes farokra, egy, a lábujjak hiányzó végeit leszámítva ép jobb lábra, valamint két ülőcsontra bukkant. Azóta sok egyéb, az Alamosaurusénak tulajdonított darab került elő Texas, Új-Mexikó és Utah területéről, amikről gyakran nem készült alapos leírás. A legteljesebb ismert példány egy 2002-ben, Texasban felfedezett fiatal egyed, amely lehetővé tette az állat hosszának és tömegének felbecslését.
Koponyamaradványok nem ismertek, kivéve egy keskeny fogat, és páncélzatról (scutumról) sem készült beszámoló, bár ilyesmi előkerült más, fejlett titanosaurusok, például a Saltasaurus esetében.
Az Alamosaurus csontvázelemei a leggyakoribb dinoszaurusz fosszíliák közé tartoznak az Egyesült Államok délnyugati részén, a késő kréta időszaki rétegekben, így a kor és a hely faunájának definiálására használhatók. A világ e részén többek között az állat kortársai közé tartoztak a tyrannosauroideák, a kisebb theropodák, valamint a Nodocephalosaurus, a Parasaurolophus, a Torosaurus és a Pentaceratops.

## Fordítás
- Ez a szócikk részben vagy egészben  az   Alamosaurus című angol Wikipédia-szócikk ezen változatának fordításán alapul.  Az eredeti cikk szerkesztőit annak laptörténete sorolja fel. Ez a jelzés csupán a megfogalmazás eredetét és a szerzői jogokat jelzi, nem szolgál a cikkben szereplő információk forrásmegjelöléseként.